# Harrat Rahat
Das Vulkanfeld Harrat Rahat (arabisch حرة رهاط, DMG Ḥarrat Rahāṭ) liegt nahe der Stadt Medina und ist das größte Lavafeld Saudi-Arabiens. Die letzte Eruption fand im Jahr 1256 statt, dabei brach aus sechs verbundenen Schlackenkegeln 0,5 Kubik-Kilometer Lava aus und floss 23 km weit bis 4 km vor die Stadt Medina. Der Wahbah-Krater befindet sich in der Nähe.